# Giovanni Scalzo
Giovanni Scalzo (* 17. března 1959 Messina, Itálie) je bývalý italský sportovní šermíř, který se specializoval na šerm šavlí.
Itálii reprezentoval v osmdesátých a devadesátých letech. Na olympijských hrách startoval v roce 1980, 1984, 1988 a 1992 v soutěži jednotlivců a družstev. V soutěži jednotlivců získal na olympijských hrách 1988 bronzovou olympijskou medaili. V roce 1983 získal titul mistra Evropy v soutěži jednotlivců. S italským družstvem šavlistů vybojoval na olympijských hrách jednu zlatou (1984), jednu stříbrnou (1980) a jednu bronzovou (1988) olympijskou medaili a s družstvem skončil v roce 1982 a 1993 druhý na mistrovství světa.